# Koning der Nederlanden (1877)

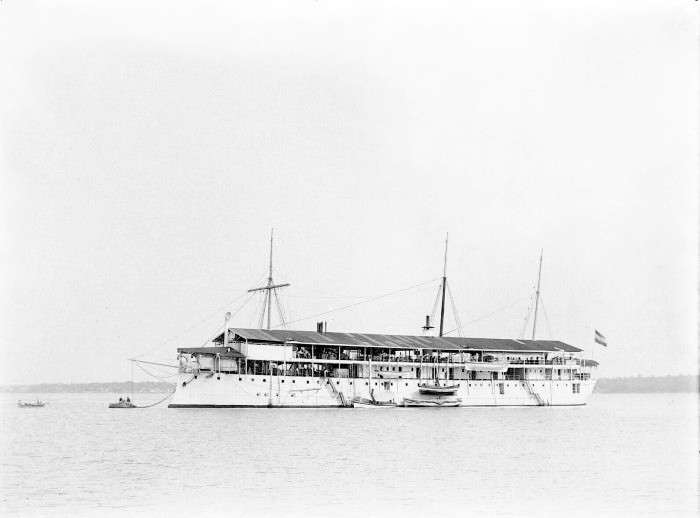
Фотографія корабля під час його служби у ролі плавучої казарми, фото зроблене у першій половині 2о століття

Koning der Nederlanden - ramtorenschip (таранний баштовий корабель), побудований  Rijkswerf (державним кораблебудівним заводом) в Амстердамі для Королівського флоту Нідерландів у 1870-з роках1870s. Це був найбільший військовий корабель цієї держави у 19 столітті. Єдиний свого типу.   

## Служба

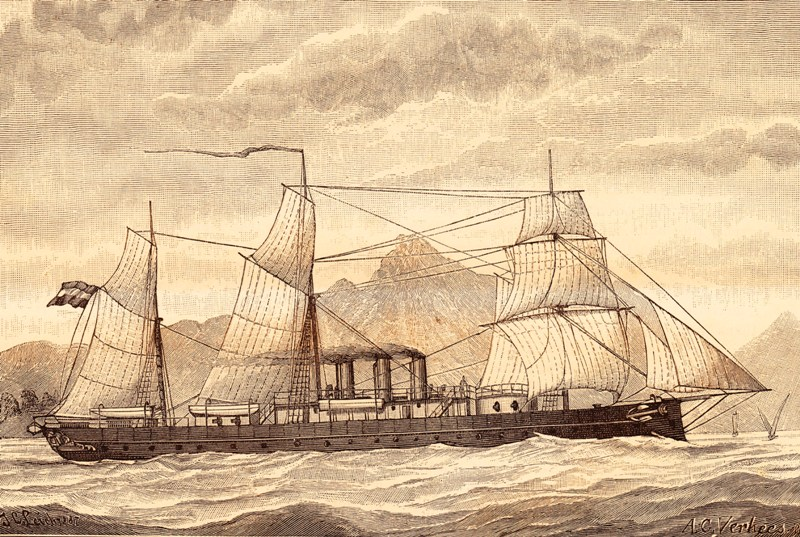
Koning der Nederlanden

Koning der Nederlanden покинув Нідерланди 3 березня 1878 року і вирушив до  голландських Ост-Індії. Він прибув в Ачех 6 травня того ж року.  У цьому регіоні і пройшла решта служби корабля.  
З 1920 по 1922 рік служив плавучою казармою для екіпажів підводних човнів .    Його підпалили в Сурабаї, а потім потопили 2 березня 1942 року, щоб запобігти його захопленню японцями під час Другої світової війни. 